# Florent Couao-Zotti

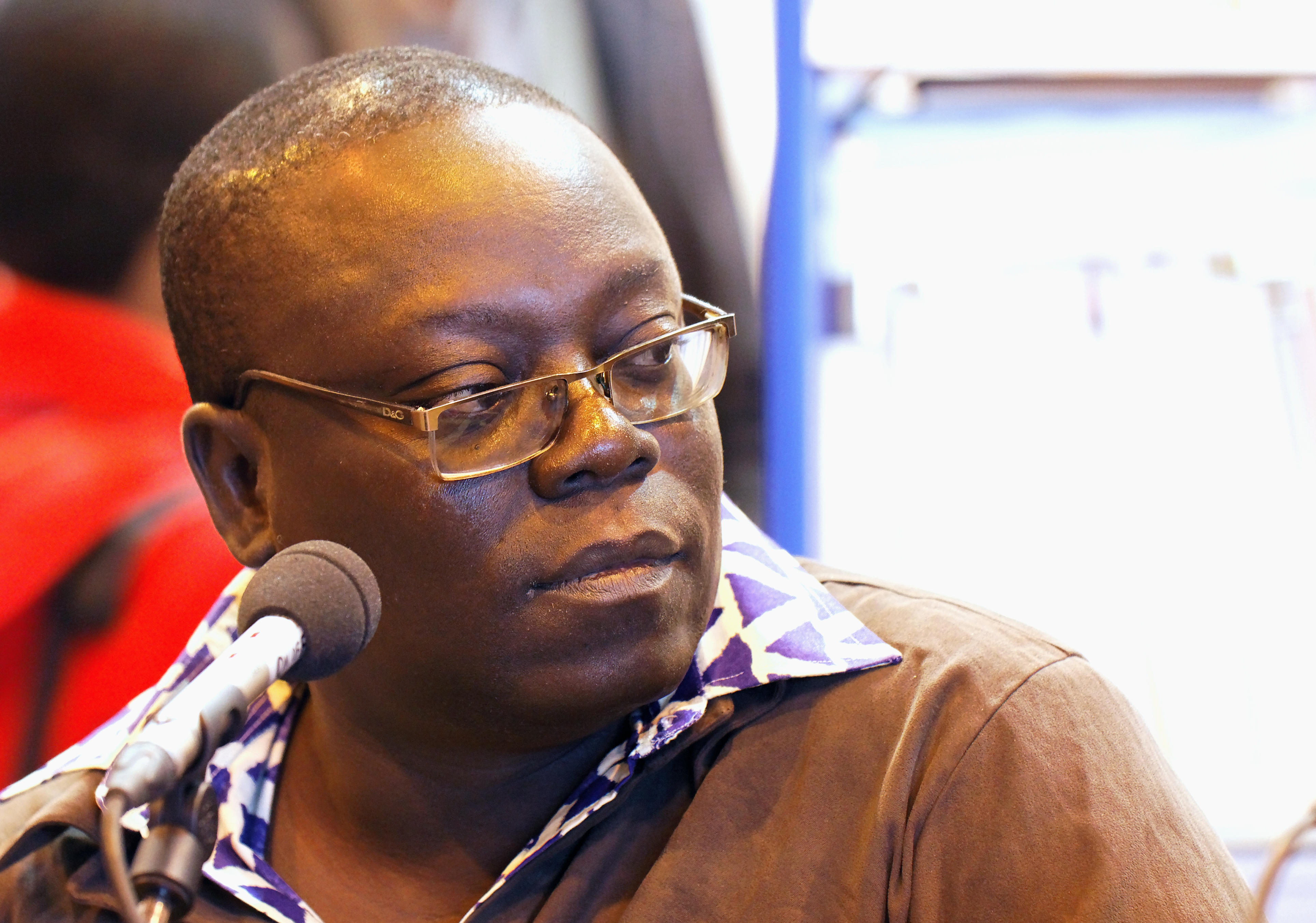
Florent Couao-Zotti (2011)

Florent Couao-Zotti (* 18. Juni 1964 in Pobè) ist ein beninischer Schriftsteller, Autor von Romanen, Kurzgeschichten, Theaterstücken und Comics. Er lebt und arbeitet in Cotonou.

## Biographie
Florent Couao-Zotti studierte moderne Literatur an der Université Nationale du Bénin (seit 2001 Université d’Abomey-Calavi) und absolvierte eine Ausbildung in Journalismus und kulturellem Unternehmertum.
Im Oktober 1989 zog er in die Elfenbeinküste, um an einem College in Agnibilékrou (Grenzstadt nach Zentral-Ghana) Französisch zu unterrichten. Nach kurzer Zeit begab er sich nach Benin, wo sich die Souveräne Nationalkonferenz vom Februar 1990 (eine friedliche Revolution 'von Unten', die den Umsturz des Kérékou-Regimes anstrebt) abzeichnet.
Nach dieser Nationalkonferenz, bei der die Pressefreiheit wiederhergestellt und die "demokratische Erneuerung" verkündet wurde, übernahm Florent Couao-Zotti nacheinander die Funktionen des Herausgebers zweier satirischer Zeitungen (Le Canard du Golfe und Abito), des Kulturkolumnisten beim Tam-Tam Express (unabhängige Wochenzeitschrift, die zwischen 1988 und 1995 in Cotonou erschien), beim Forum de la Semaine (wöchentlich veröffentlicht in Cotonou zwischen 1990 und 1996), und beim Benin Nouveau (zweiwöchentlich veröffentlicht zwischen 1991 und 1993). Seit 2002 publiziert er in mehreren Zeitungen, darunter in der unabhängigen Tageszeitung La Nouvelle Tribune. Seit 2021 ist er offizieller Kulturberater im Beniner Ministerium für Tourismus, Kultur und Kunst.

## Werke
- Ce soleil où j’ai toujours soif, 1996, ISBN 978-2-7384-2734-2.
- Notre pain de chaque jour, Paris, Le Serpent à plumes, 1998, ISBN 978-2-84261-042-5.
- L'homme dit fou et la mauvaise foi des hommes, Le Serpent à plumes, Paris, 2000, ISBN 978-2-84261-204-7.
- Notre pain de chaque nuit, Paris, J'ai lu, 2000, ISBN 978-2-290-30242-2.
- Charly en guerre, Dapper, 2001, ISBN 978-2-906067-69-1.
- La Diseuse de mal-espérance, 2001, ISBN 978-2-7475-0578-9.
- La Sirène qui embrassait les étoiles, Paris, L'œil, 2003, ISBN 978-2-912415-63-9.
- Le Collectionneur de vierges, Ndzé, 2004, ISBN 978-2-911464-20-1.
- Le Cantique des cannibales, Paris, Le Serpent à plumes, 2004, ISBN 978-2-84261-485-0.
- Retour de tombe, Joca Seria, 2004, ISBN 978-2-84809-025-2.
- Les Fantômes du Brésil, UBU éditions, 2006, ISBN 978-2-35197-002-7.
- Poulet-bicyclette et Cie, Gallimard, 2008, ISBN 978-2-07-012091-8.
- Si la cour du mouton est sale, ce n'est pas au cochon de le dire, Le Serpent à plumes, 2010, ISBN 978-2-268-06890-9, prix Ahmadou-Kourouma, 2010.
- La Traque de la Musaraigne, Marseille, Jigal, 2014.
- Western tchoukoutou, Gallimard, 2018, ISBN 978-2-07-278006-6, Prix Roland-de-Jouvenel, 2019.
- Tod in Cotonou. Wenn der Stall des Schafes verdreckt ist, soll nicht das Schwein darauf verweisen. Akono Verlag Leipzig, 2024, ISBN 978-3-94955418-6.

## Ehrungen
Florent Couao-Zottis Werke wurden in fünf Sprachen übersetzt (Japanisch, Italienisch, Katalanisch, Deutsch, Englisch) und mehrfach ausgezeichnet, darunter:
- Tchicaya U Tams'i-Preis (1996)
- Francophonie de littérature pour l'enfance (1996)
- Prix Ahmadou Kourouma, (2010),
- Salon du livre d'Abbeville (2016),
- Prix Roland de Jouvenel de l'Académie française (2019).